# Markgrafschaft Antwerpen
Die Markgrafschaft Antwerpen war das Gebiet um die Städte Antwerpen und Breda.
Allgemein wird angenommen, dass die Mark ein Ergebnis der Grenzpolitik der Ottonen ist: gemeinsam mit Valenciennes und Ename bildete Antwerpen die militärische Pufferzone an der Westgrenze des Reichs – jenseits der Schelde lag Frankreich. Anfangs erstreckte sich die Mark den Fluss entlang, war möglicherweise mit dem Pagus Renensis identisch. 

## Geschichte
Die Markgrafschaft Antwerpen gehörte anfangs zum Amtslehen des Herzogs von Niederlothringen, mit Gottfried dem Gefangenen als erstem Markgrafen. Nachdem Ansfried, der letzte Graf von Toxandrien im Jahr 994 Bischof von Utrecht geworden war, wurde Toxandrien der Markgrafschaft hinzugefügt. 1076 erhielt Gottfried von Bouillon sie als Teil des Erbes seines Onkels, des Herzogs Gottfried IV. der Bucklige, aus den Händen Königs Heinrich IV. Nach dem Tod Gottfried von Bouillons (1100) wurde 1101 Heinrich I., Herzog von Limburg und Niederlothringen, zum Markgrafen ernannt, Antwerpen somit wieder dem Amtslehen hinzugefügt. Ihm folgte 1106 Gottfried I. von Löwen als neuer Herzog. 
Mit einer kurzen Unterbrechung (1128–1139) waren die Grafen von Löwen und späteren Herzöge von Brabant nun (Titular-)Herzöge von Niederlothringen und damit auch Markgrafen von Antwerpen, so dass die Markgrafschaft nun das Schicksal Brabants teilte.
1549 wurde die Markgrafschaft Antwerpen von Kaiser Karl V. als eine der Siebzehn Provinzen bezeichnet, was sich aber nicht durchsetzte: wenig später war Antwerpen wieder Teil des Herzogtums Brabant. Nach dem Achtzigjährigen Krieg kam Breda zur Republik der Sieben Vereinigten Niederlande, während Antwerpen an die Spanischen Niederlande fiel.